# 美緒
土肥 美緒（どひ みお、1981年8月14日 - ）は、広島県出身の元女優。一時期、芸名を美緒としていた。

## 人物・来歴
- ハーキュリーズに所属していた。
- 趣味 - 買い物
- 特技 - 陸上競技、ピアノ
- 実家は神社。実家に里帰りした際は、巫女の格好で家の手伝いをしている。
- 一時期、芸名を「土肥美緒」から「美緒」に改名していたが、のちに元に戻している。
- 2015年4月に所属事務所を退社し女優業を引退。兼業していた都内のエステティックサロンの勤務に専念するとともに、俳優の坂上忍と結婚を前提とした交際中であることが報道された[1]。2023年10月、坂上の冠番組「坂上どうぶつ王国」にて入籍をしたことを報告した[2]。

## 出演作品

### 映画
- 釣りバカ日誌12（2001年8月、松竹映画）
- 日本以外全部沈没（2006年9月、クロックワークス / トルネード・フィルム）
- 未来予想図 〜ア・イ・シ・テ・ルのサイン〜（2007年10月、松竹映画）
- 髪がかり（2008年5月、エクセレントフィルム）
- プライド（2009年1月、ヘキサゴン・ピクチャーズ / シナジー）

### テレビドラマ
- R-17（2001年、テレビ朝日）
- 生きるための情熱としての殺人（2001年、テレビ朝日）
- ウエディングプランナー SWEETデリバリー（2002年、フジテレビ）
- 刑事部屋〜六本木おかしな捜査班〜（2005年、テレビ朝日）
- 東京ワンダーツアーズ（2005年、日本テレビ）
- 夜王 第9話（2006年3月、TBS）
- CAとお呼びっ! 第2話（2006年7月、日本テレビ）
- 土曜ワイド劇場 「法律事務所」（2006年8月、テレビ朝日）
- 水曜ミステリー9 「港町人情ナース」（2006年9月、テレビ東京）
- 愛の劇場「結婚式へ行こう!」（2006年12月 - 2007年3月、TBS） - 木村智美 役
- 蒼い瞳とニュアージュ（2007年11月25日、WOWOW）
- だいすき!!（2008年、TBS） - 保育園の園児のママ 役
- 新津きよみサスペンススペシャル 復讐の女神たち（2008年、関西テレビ）
- 借王＜シャッキング＞-銭の達人- 第4話・第5話（2009年、WOWOW）
- 水曜劇場「浅見光彦〜最終章〜」 第5話（2009年、TBS） - 前田恭子 役
- 相棒 season9 第10話「聖戦」（2011年1月1日、テレビ朝日 / 東映）
- アスコーマーチ〜明日香工業高校物語〜 第2話（2011年5月1日、テレビ朝日） - マドカ 役
- 本日は大安なり 第10話（2012年3月13日、NHK総合）
- 白衣のなみだ（2013年6月 フジテレビ系） - 原口のぞみ 役
- 水曜ミステリー9 「刑事長2」（2014年5月14日、テレビ東京） - 松居朱美 役

### バラエティ番組他
- あかたのげん（2001年、テレビ東京）
- TIME OVER（2002年 - 2005年、BS-i）

### CM
- モバゲータウン[3]

### 舞台
- 殺める人々（2009年12月22日 - 12月27日 ザ・スズナリ シアター711）

## 参照
1. ↑  「坂上忍の恋人は女優だった　４月に引退」2015年11月24日、デイリースポーツ
2. ↑  “坂上忍が結婚　お相手は話題の交際１４年“彼女さん”ロケ中に電撃告白「籍入れてきた」”. デイリースポーツonline.   デイリースポーツ (2023年10月27日). 2023年10月28日閲覧。
3. ↑  モバゲー！！ - ミオ オフィシャルブログ